# Semen Padang FC
Semen Padang Football Club is een Indonesische voetbalclub uit Padang. De club werd opgericht in 1980 en werd in het seizoen 2011/12 landskampioen in de Super League. De kleuren van de club zijn rood en geel.

## Bekende (oud-)spelers
- Muamer Svraka (2016)
- Didier Zokora (2017–)

Arema ·
Bali United ·
Barito Putera ·
Bhayangkara ·
Borneo ·
Kalteng Putra ·
Madura United ·
Persebaya Surabaya ·
Persela ·
Perseru ·
Persib ·
Persija ·
Persipura ·
PSIS Semarang ·
PSM ·
PSS Sleman ·
Semen Padang ·
PS-TIRA ·